# Esashi (Hiyama)
Pour les articles homonymes, voir Esashi.
Esashi (江差町, Esashi-chō) est un bourg du district de Hiyama, situé dans la sous-préfecture de Hiyama, sur l'île de Hokkaidō, au Japon.

## Géographie
Esashi est le chef-lieu de la sous-préfecture de Hiyama.

### Démographie
Au 31 mars 2015, la population d'Esashi s'élevait à 8 335 habitants répartis sur une superficie de 109,53 km2.

### Climat
| Mois                                             | jan.       | fév.       | mars       | avril     | mai       | juin      | jui.    | août      | sep.      | oct.     | nov.      | déc.       | année      |
| ------------------------------------------------ | ---------- | ---------- | ---------- | --------- | --------- | --------- | ------- | --------- | --------- | -------- | --------- | ---------- | ---------- |
| Température minimale moyenne (°C)                | −3,3       | −3         | −0,3       | 4,2       | 8,9       | 13,5      | 18      | 19,7      | 15,9      | 9,8      | 4,1       | −1,1       | 7,2        |
| Température moyenne (°C)                         | −0,6       | −0,2       | 2,9        | 7,7       | 12,3      | 16,4      | 20,6    | 22,6      | 19,5      | 13,7     | 7,5       | 1,6        | 10,3       |
| Température maximale moyenne (°C)                | 1,8        | 2,3        | 5,8        | 11,1      | 15,8      | 19,8      | 23,8    | 25,9      | 23        | 17,1     | 10,4      | 4,3        | 13,4       |
| Record de froid (°C) date du record              | −12,7 1966 | −11,9 1991 | −10,6 1965 | −4 1976   | 0 1953    | 5,3 1945  | 9 1968  | 10,7 1971 | 5,4 1964  | 0,2 1964 | −6,7 1971 | −11,3 1984 | −12,7 1966 |
| Record de chaleur (°C) date du record            | 10,6 1980  | 14,5 2010  | 17,2 1997  | 23,7 2002 | 27,2 1958 | 30,5 2014 | 34 2000 | 34,4 1999 | 33,6 2012 | 28 1945  | 20,4 1950 | 15,5 1954  | 34,4 1999  |
| Ensoleillement (h)                               | 34,9       | 57,5       | 123,3      | 169,9     | 179,3     | 163,4     | 138,5   | 165,1     | 162,3     | 138,4    | 65,6      | 33,1       | 1 431,2    |
| Précipitations (mm)                              | 84,9       | 68,4       | 63,6       | 74,7      | 98        | 78,6      | 126,4   | 167       | 135,6     | 105,5    | 118,6     | 109,5      | 1 230,7    |
| dont neige (cm)                                  | 77         | 60         | 26         | 1         | 0         | 0         | 0       | 0         | 0         | 0        | 6         | 49         | 219        |
| Nombre de jours avec précipitations              | 18,6       | 15,3       | 11,7       | 9,2       | 9,7       | 8,1       | 9,6     | 9,4       | 10,5      | 12,5     | 15,9      | 19,6       | 149,9      |
| dont nombre de jours avec précipitations ≥ 10 mm | 1,6        | 1,3        | 1,7        | 2,4       | 3,1       | 2,6       | 4,1     | 4,9       | 3,7       | 3,6      | 3,8       | 2,7        | 35,5       |
| Humidité relative (%)                            | 67         | 67         | 66         | 70        | 77        | 80        | 82      | 80        | 74        | 69       | 67        | 67         | 72         |
| Nombre de jours avec neige                       | 20,3       | 16,9       | 7,7        | 0,4       | 0         | 0         | 0       | 0         | 0         | 0        | 1,9       | 13,3       | 60,7       |
| Nombre de jours d'orage                          | 0,6        | 0,2        | 0,5        | 0,8       | 0,7       | 0,8       | 1,1     | 1,6       | 1,8       | 3,1      | 2,4       | 0,9        | 14,4       |

| Diagramme climatique                                  |           |             |             |           |              |             |             |             |              |              |              |
| J                                                     | F         | M           | A           | M         | J            | J           | A           | S           | O            | N            | D            |
| 1,8−3,384,9                                           | 2,3−368,4 | 5,8−0,363,6 | 11,14,274,7 | 15,88,998 | 19,813,578,6 | 23,818126,4 | 25,919,7167 | 2315,9135,6 | 17,19,8105,5 | 10,44,1118,6 | 4,3−1,1109,5 |
| Moyennes : • Temp. maxi et mini °C • Précipitation mm |           |             |             |           |              |             |             |             |              |              |              |